# 蓮永寺
蓮永寺（れんえいじ）は、静岡県静岡市葵区にある、日蓮宗の本山（由緒寺院）。山号は貞松山（ていしょうざん）。通称三松蓮永寺。

## 概要
蓮永寺は元和元年（1615年）、お万の方の願いにより庵原郡松野村（現・富士市富士川町）から現在の沓谷に移された。お万の方は上総国（現・千葉県中央部）大滝城主正木左近大夫頼忠の娘で、伊豆河津の笹原城主蔭山氏の養女となり、さらに徳川家康の側室となった。その後、お万の方は家康の十男頼宣（紀州家初代）と、十一男頼房（水戸家初代）の男子二人を生んだ。家康が駿府城で元和2年（1616年）4月17日に没すと、お万の方は髪を下して養珠院と号し、蓮永寺に籠り家康の菩提を弔った。晩年を頼宣のもとで暮らした養珠院は77歳で没し、境内には供養塔が建てられている。蓮永寺には寺宝として家康ゆかりの品が数多く保存されている。
現住は、41世・松村日尭貫首（塔頭・隨量院より晋山）。親師法縁。塔頭が一院ある（隨量院）。

## 歴史
- 弘安6年（1283年） - 松野六郎左衛門が庵原郡松野村に永精寺を建立し、日持が永精寺1世となる。
- 正応元年（1288年） - 日持が大願主となり、池上本門寺に木造日蓮聖人坐像を奉納する。
- 永仁3年（1295年） - 日持が永精寺を出て荒廃する。
- 永禄12年（1569年） - 兵火に罹り伽藍を焼失しさらに荒廃する。
- 元和元年（1615年） - 養珠院が大檀那となり、日乾が伽藍を再建する。その際に沓谷村に移転し、蓮永寺と改称する。
- 寛永7年（1630年） - 身池対論に蓮永寺から日長が臨む。
- 安永3年（1774年） - 伽藍を焼失する。
- 寛政元年（1789年） - 伽藍を再建する。

## 伽藍・境内

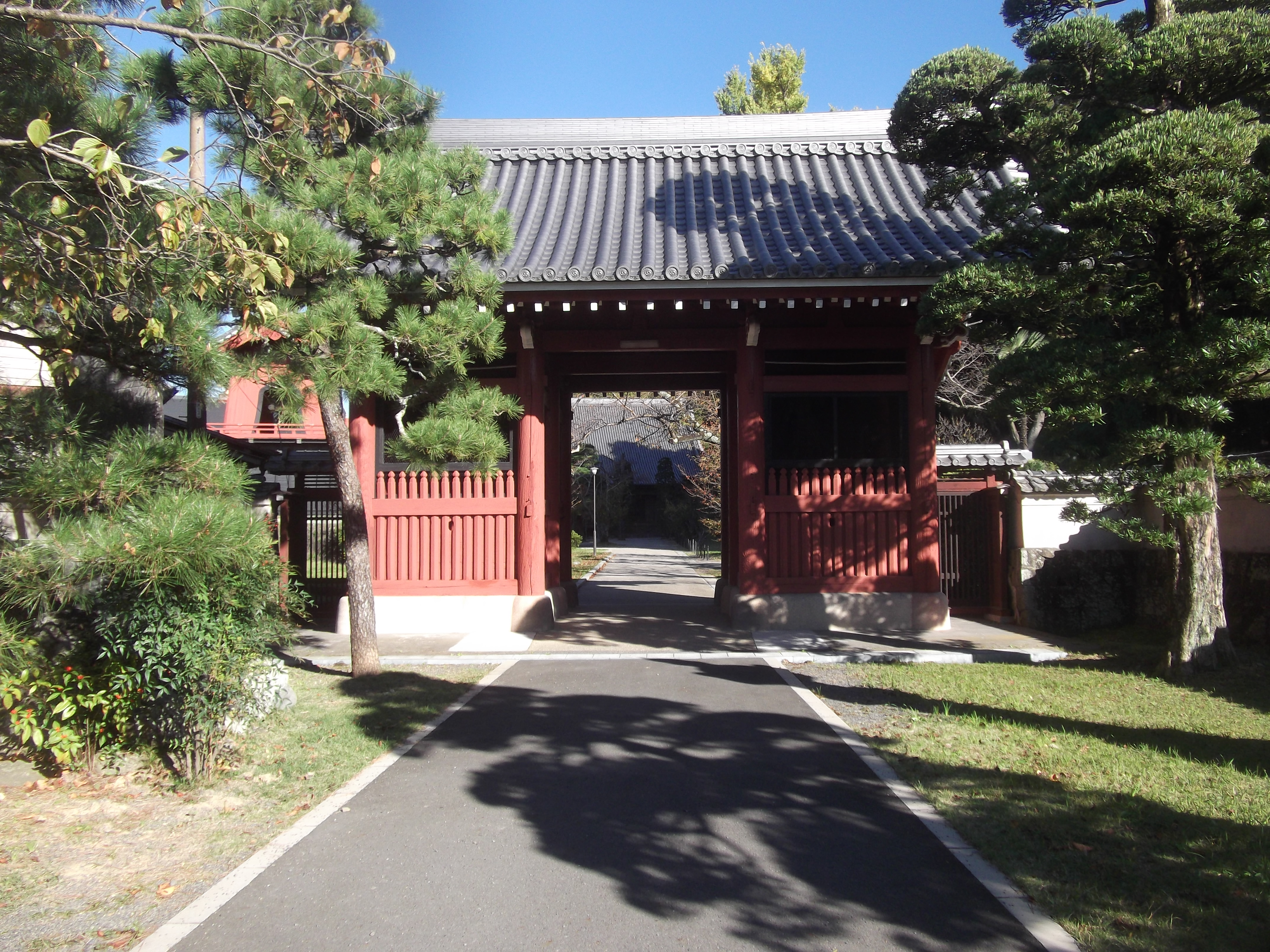
山門（仁王門）
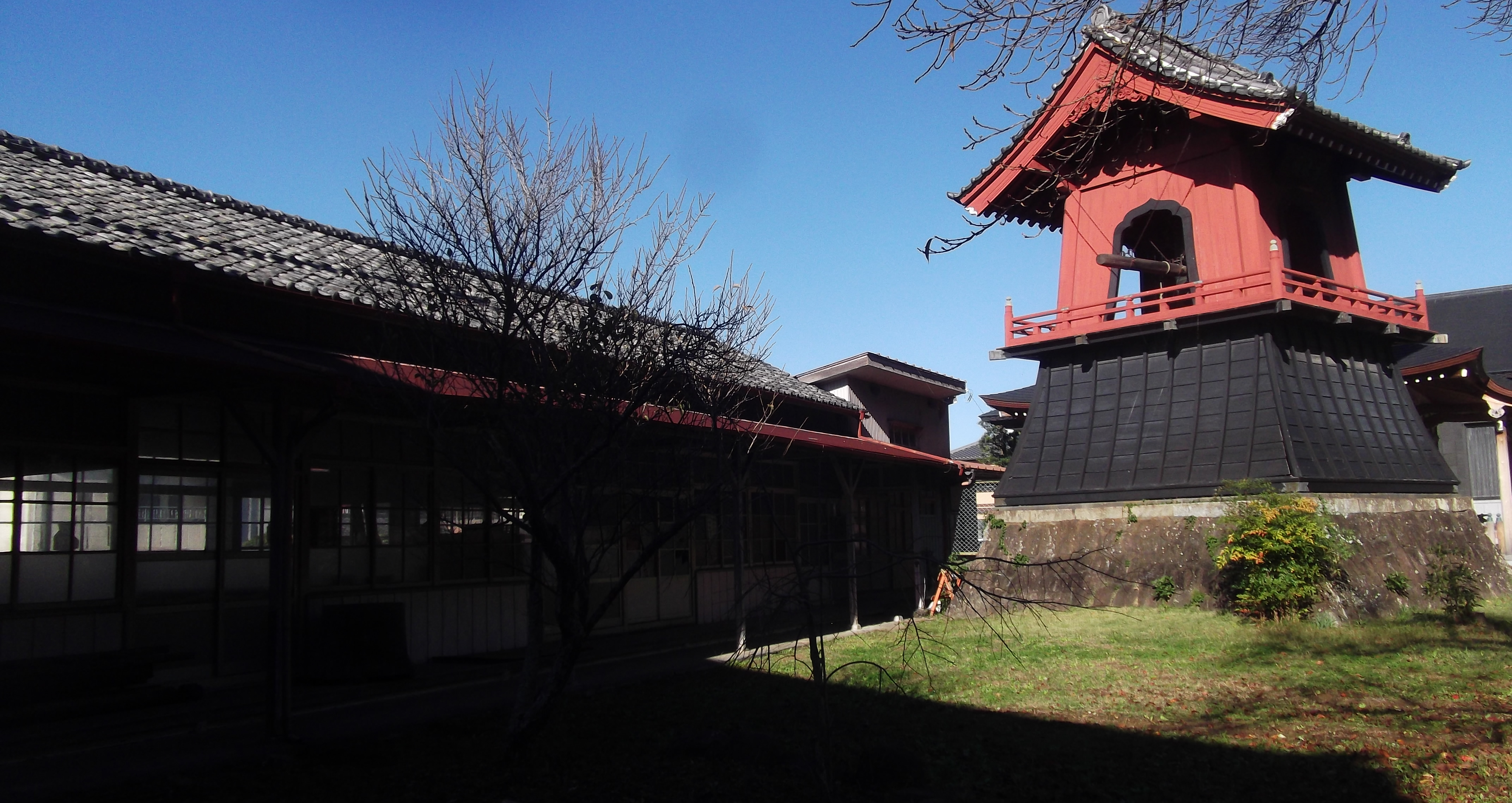
鐘楼堂
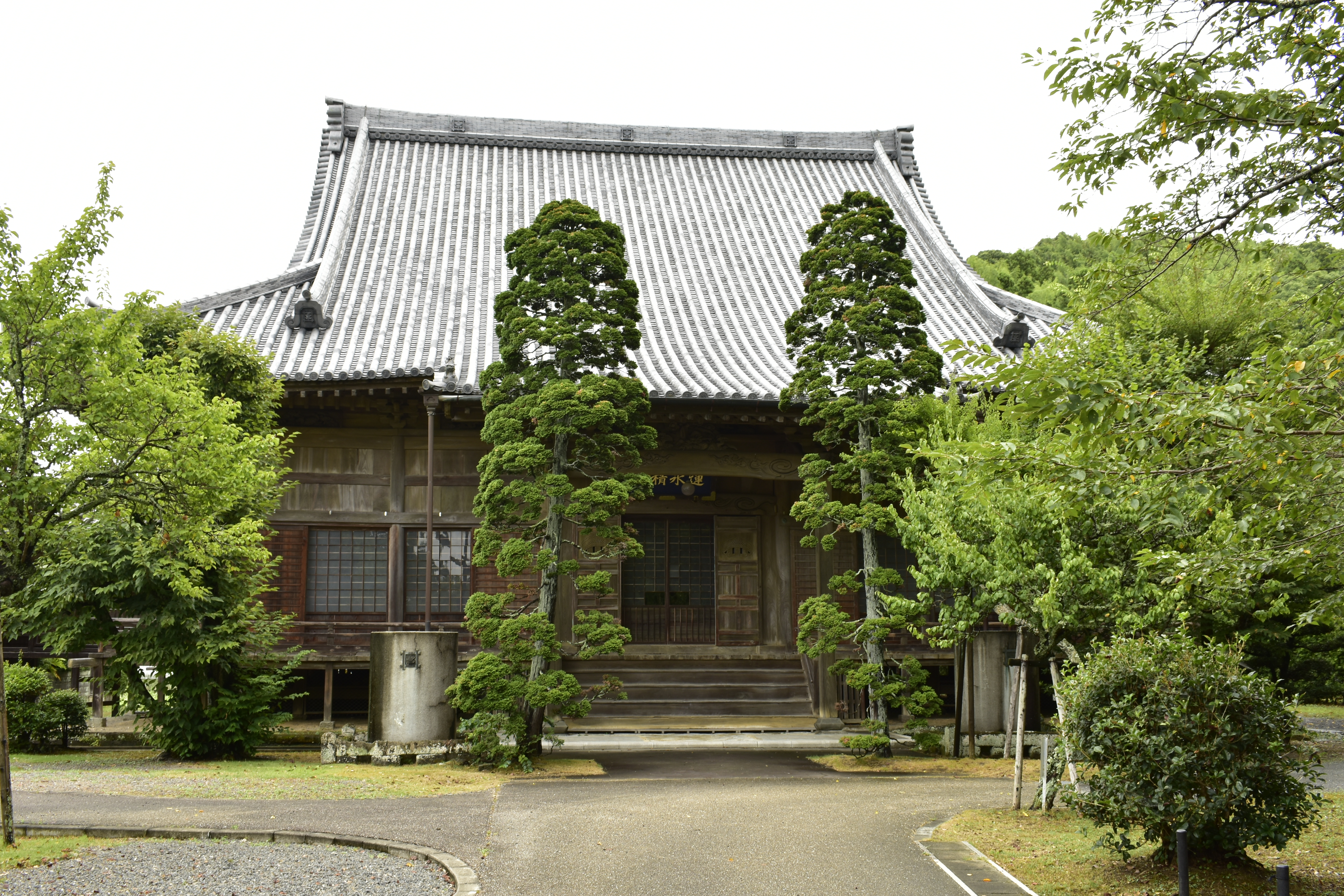
本堂
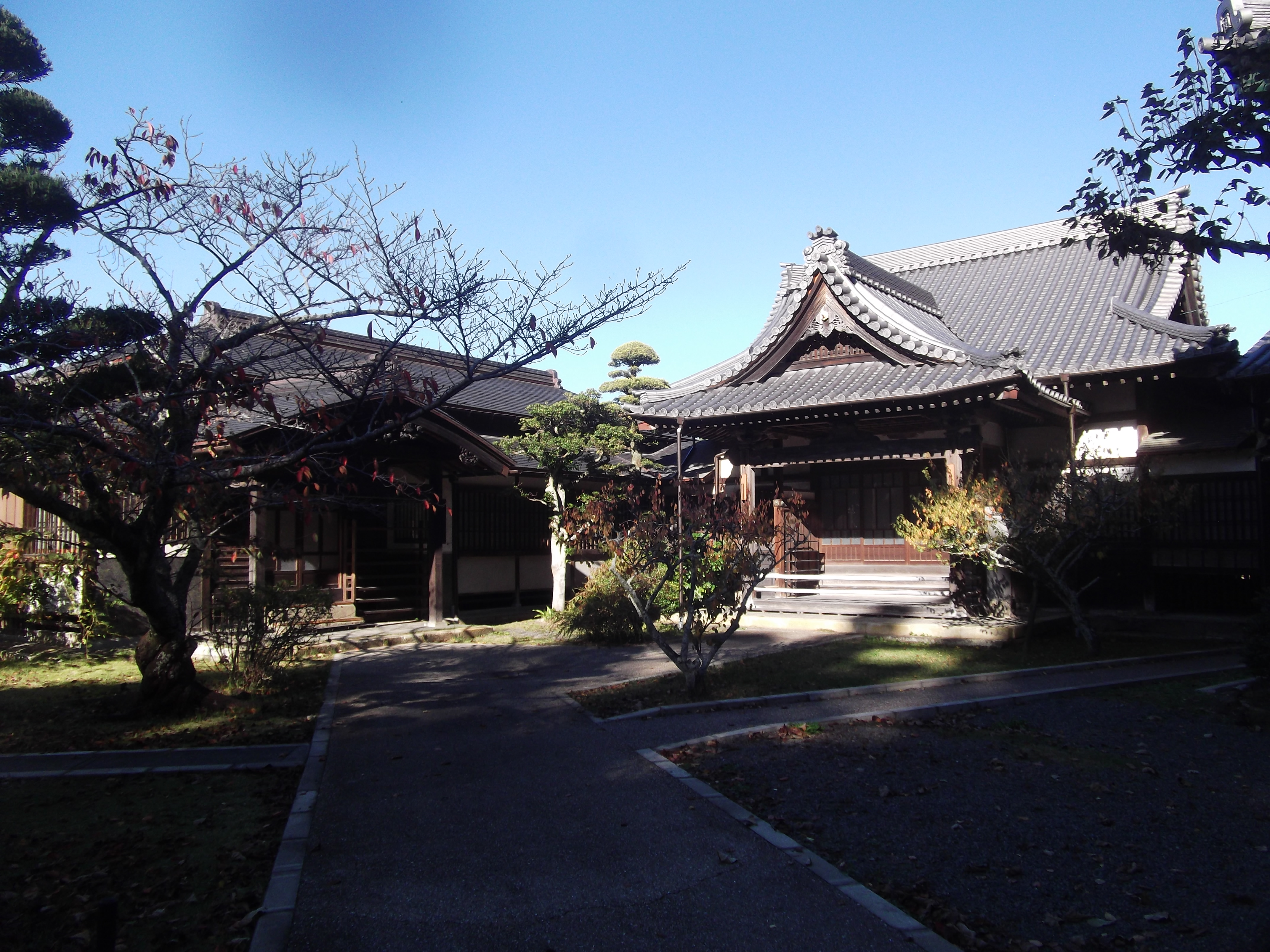
客殿
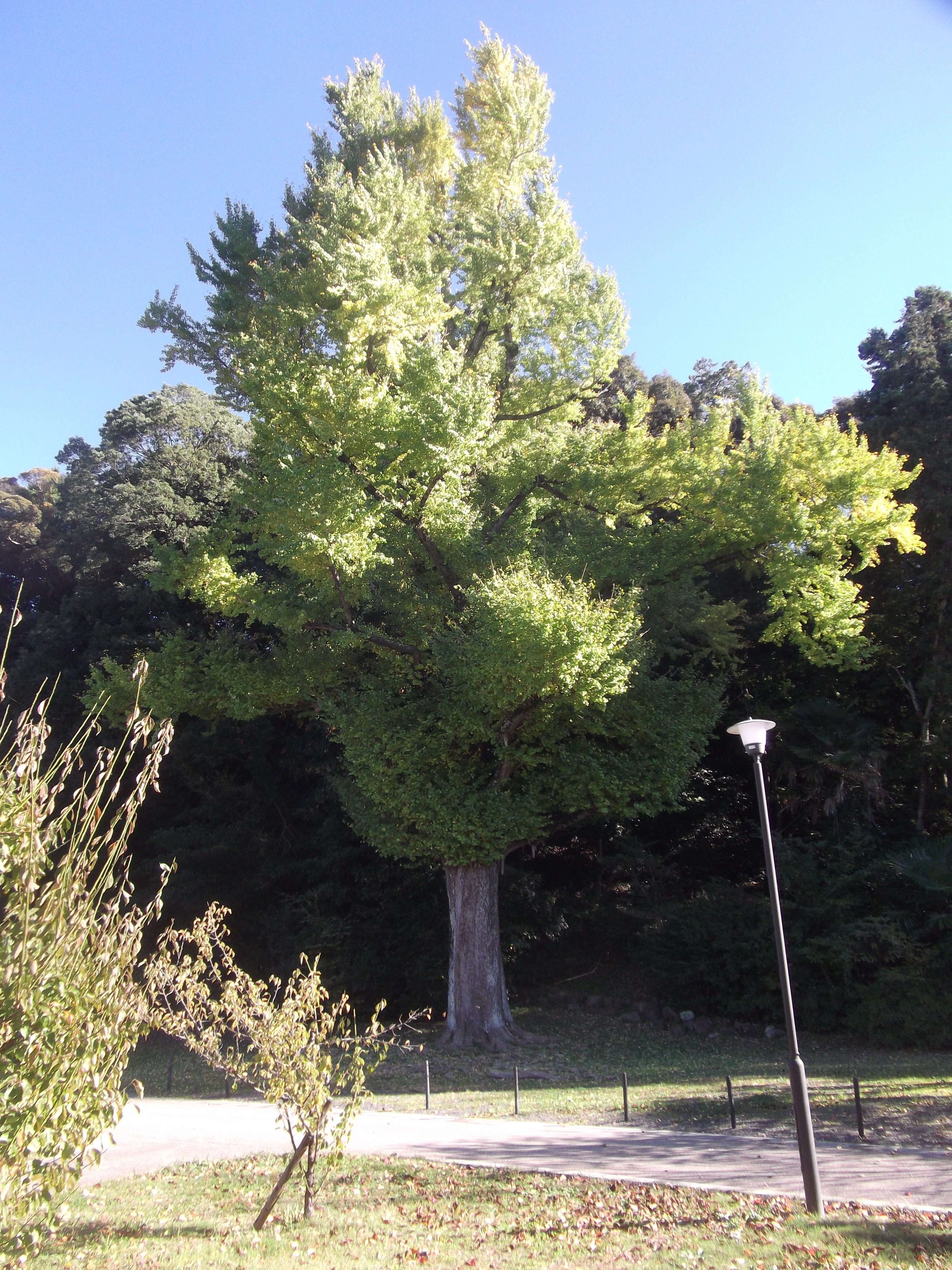
大銀杏
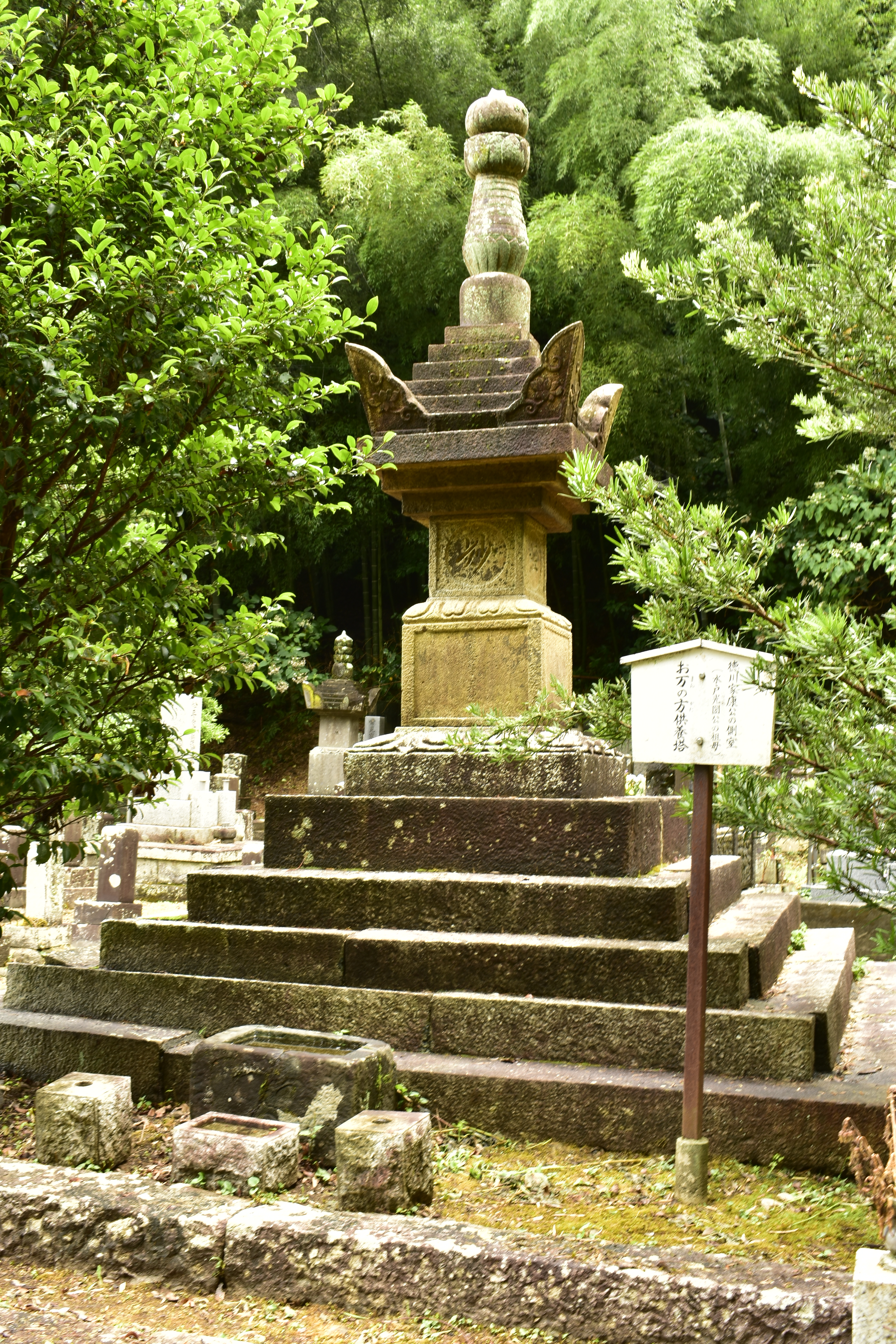
養珠院供養塔（2023年8月撮影）

## 文化財
有形文化財
- 岩蒔絵文台及び硯箱（静岡県指定有形文化財、工芸品、1959年（昭和34年）4月14日指定）[2]
- 養珠院供養塔（静岡市指定有形文化財、建造物、1963年（昭和38年）8月8日指定）[3]

## 旧末寺
日蓮宗は昭和16年（1941年）に本末を解体したため、現在では、旧本山・旧末寺と呼びならわしている。
- 貞松山隨量院（静岡県静岡市葵区沓谷二丁目）－ 塔頭
- 妓楽山妙音寺（東京都台東区松が谷一丁目）
- 本松山蓮華寺（東京都文京区白山二丁目）
  - 蓮華寺 末：久宝山観成院（茨城県牛久市牛久町）
  - 蓮華寺 末：本松山延寿院（東京都八王子市川口町）
  - 蓮華寺 末：久遠山仙行寺（神奈川県厚木市上古沢）
- 大法山本伝寺（東京都文京区大塚四丁目）
- 長久山妙安寺（東京都練馬区旭町三丁目）
- 正信山妙傳寺（神奈川県鎌倉市扇ガ谷二丁目）
- 松林山妙永寺（静岡県富士市浅間上町）
- 円立山法栄寺（静岡県静岡市葵区駒形通四丁目）
- 常慶山蓮長寺（静岡県静岡市葵区沓谷）
- 妙法山永精寺（静岡県富士市南松野）
- 成等山正覚寺（静岡県島田市本通一丁目）

## その他
- 勝信子墓所（勝海舟の母）
- 勝順子墓所（佐久間象山の妻）
- 静岡陸軍墓地

## 交通アクセス
- JR静岡駅からしずてつジャストラインバス（竜爪山線・東部団地線・唐瀬線・北街道線）にて「三松」下車すぐ